# سيمون دنيس
سيمون دنيس (18 أكتوبر 1960 - ) (بالإنجليزية: Simon Dennis)‏ هو لاعب كريكت بريطاني.